# Атлас (звезда)
Атлас (27 Tauri / 27 Tau) — тройная звёздная система в скоплении Плеяд, одном из двух звёздных скоплений в созвездии Тельца, видимых невооружённым глазом.

## Физические характеристики
Первый компонент, Атлас A, является бело-голубым гигантом спектрального класса B с видимой звёздной величиной +3,62m. Это — спектрально-двойная звезда, со звёздными величинами +4,1m и +5,6m. Период обращения составляет 1 250 дней.
Второй компонент — Атлас B с видимой звёздной величиной +6,8m, он находится на расстоянии 0,4 угловых секунд (52 а. е.) от главного.
Звезда излучает в 940 раз больше энергии, чем Солнце, а её масса больше солнечной в 5 раз. Скорость вращения приблизительно 212 километров в секунду.

## Происхождение названия
В греческой мифологии Атлант (Атлас) — могучий титан, сын титана Иапета и океаниды Климены.